# Syrestyrkekonstant
En syrestyrkekonstant ({\displaystyle K_{s}} eller mere internationalt {\displaystyle K_{a}}) er ligevægtskonstanten for dissocieringen af en proton fra en syre (svarer til syrens reaktion med vand), typisk i formen
{\displaystyle {\ce {HS + H2O -> H3O+ + S-}}}
hvor {\displaystyle {\mbox{S}}^{-}} betegner den korresponderende base (også kaldet syreresten). Syrestyrkekonstanten er i dette tilfælde
{\displaystyle K_{s}={\frac {[{\mbox{H}}_{3}{\mbox{O}}^{+}][{\mbox{S}}^{-}]}{[{\mbox{HS}}]}}}
Typisk angives dog syrestyrkeeksponenten {\displaystyle {\mbox{p}}K_{s}}:
{\displaystyle {\mbox{p}}K_{\text{s}}={\mbox{-}}\log K_{\text{s}}}
Bemærk at koncentrationen af vand anses for konstant, og derfor ikke medgår i reaktionsbrøken. Jo større {\displaystyle K_{s}} (eller mindre {\displaystyle {\mbox{p}}K_{s}}), des stærkere er syren. Et stofs {\displaystyle {\mbox{p}}K_{s}}-værdi (eller {\displaystyle {\mbox{p}}K_{s}}-værdier, hvis molekylet er diprot eller polyprot) beskriver pH-afhængigheden af ladningen på molekylet.
I kemi, lægemiddelkemi og biokemi er {\displaystyle {\mbox{p}}K_{s}} værdier af organiske molekyler, lægemidler og proteiner af stor betydning for egenskaberne af disse stoffer.

## Styrken af den korresponderende base
På tilsvarende måde som for syren, kan der opskrives et udtryk for basestyrkekonstanten; Kb, af den korresponderende base:
{\displaystyle K_{b}={\frac {[{\mbox{OH}}^{-}][{\mbox{HS}}]}{[{\mbox{S}}^{-}]}}}
Dette er ligevægtskonstanten for reaktionen:
{\displaystyle {\ce {S- + H2O -> SH + OH-}}}
Der gælder tilsvarende som for en base
{\displaystyle {\mbox{p}}K_{\text{b}}={\mbox{-}}\log K_{\text{b}}}
og jo større {\displaystyle K_{\text{b}}} eller mindre {\displaystyle {\mbox{p}}K_{\text{b}}} (basestyrkeeksponenten), des stærkere er basen.

## Sammenhæng mellem styrkekonstanterne
Summen af en syres reaktion med vand og den tilsvarende reaktion mellem syrens korresponderende base og vand svarer til den syre-basereaktion mellem vandmolekyler der kaldes vands autoprotolyse. Ligevægtskonstanten for denne reaktion betegnes {\displaystyle K_{\text{w}}}. Produktet af {\displaystyle K_{\text{s}}} og {\displaystyle K_{\text{b}}} giver {\displaystyle K_{\text{w}}}:
{\displaystyle K_{\text{w}}=K_{\text{s}}K_{\text{b}}}
eller:
{\displaystyle {\mbox{p}}K_{\text{w}}={\mbox{p}}K_{\text{s}}+{\mbox{p}}K_{\text{b}}}
Da {\displaystyle K_{\text{w}}} er en konstant, gælder der, at en stærk syre har en svag korrensponderende base, og en stærk base har en svag korresponderende syre.
Summen af de to konstanter er:
{\displaystyle {\mbox{p}}K_{\text{s}}+{\mbox{p}}K_{\text{b}}=14}

## Beregning af syrestyrkekonstanter
{\displaystyle {\mbox{p}}K_{\text{s}}} kan beregnes vha. et antal teoretiske metoder, hvis strukturen af molekylet er kendt.